# Tambour Stroh
Pour les articles homonymes, voir Stroh (homonymie).
Le tambour Stroh ou tambour Sthrau est un jeune soldat français, exerçant la fonction de tambour et tué à la bataille de Wattignies le 15 octobre 1793.

## Biographie

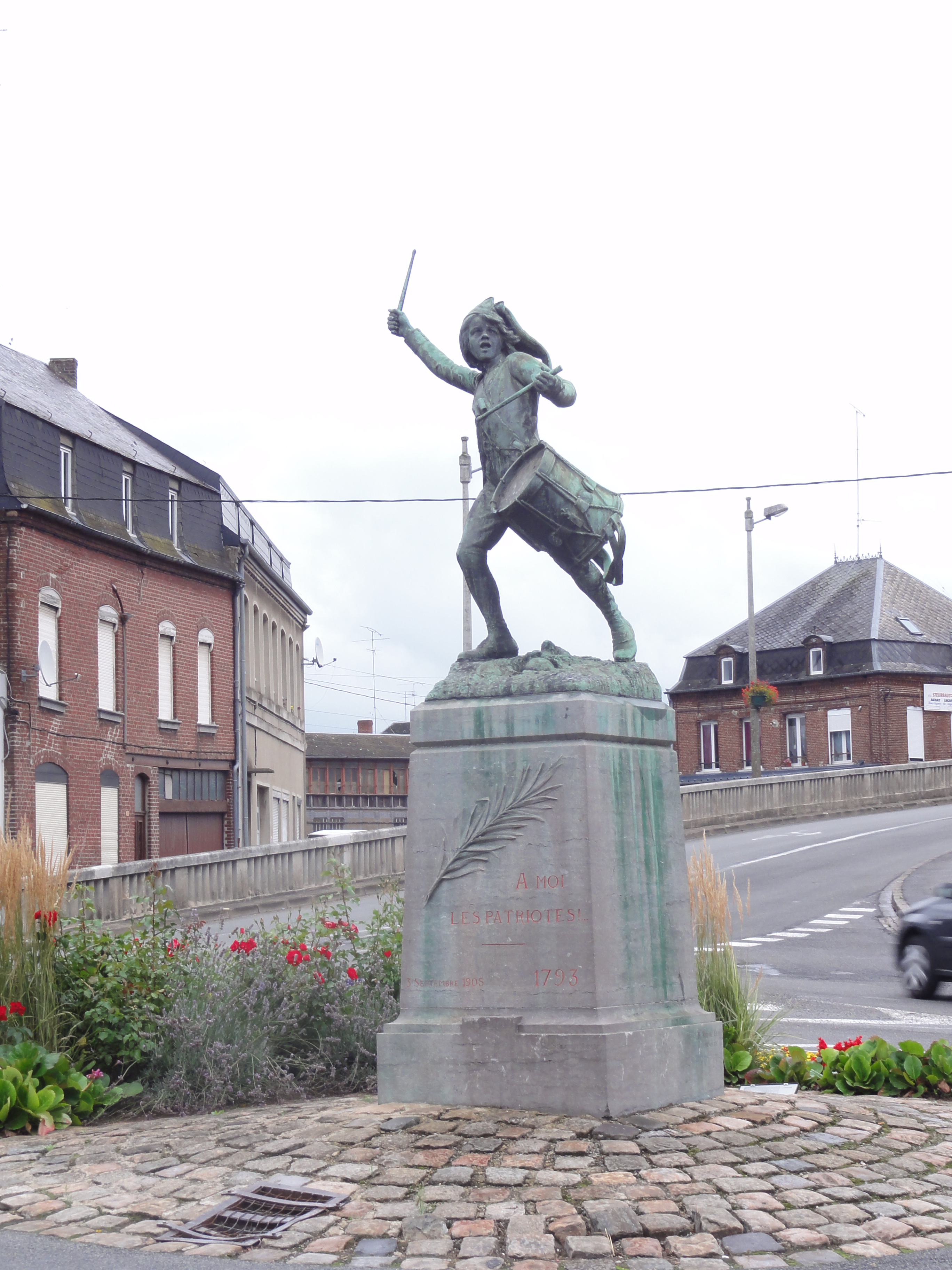
Tambour Stroh à Avesnes-sur-Helpe

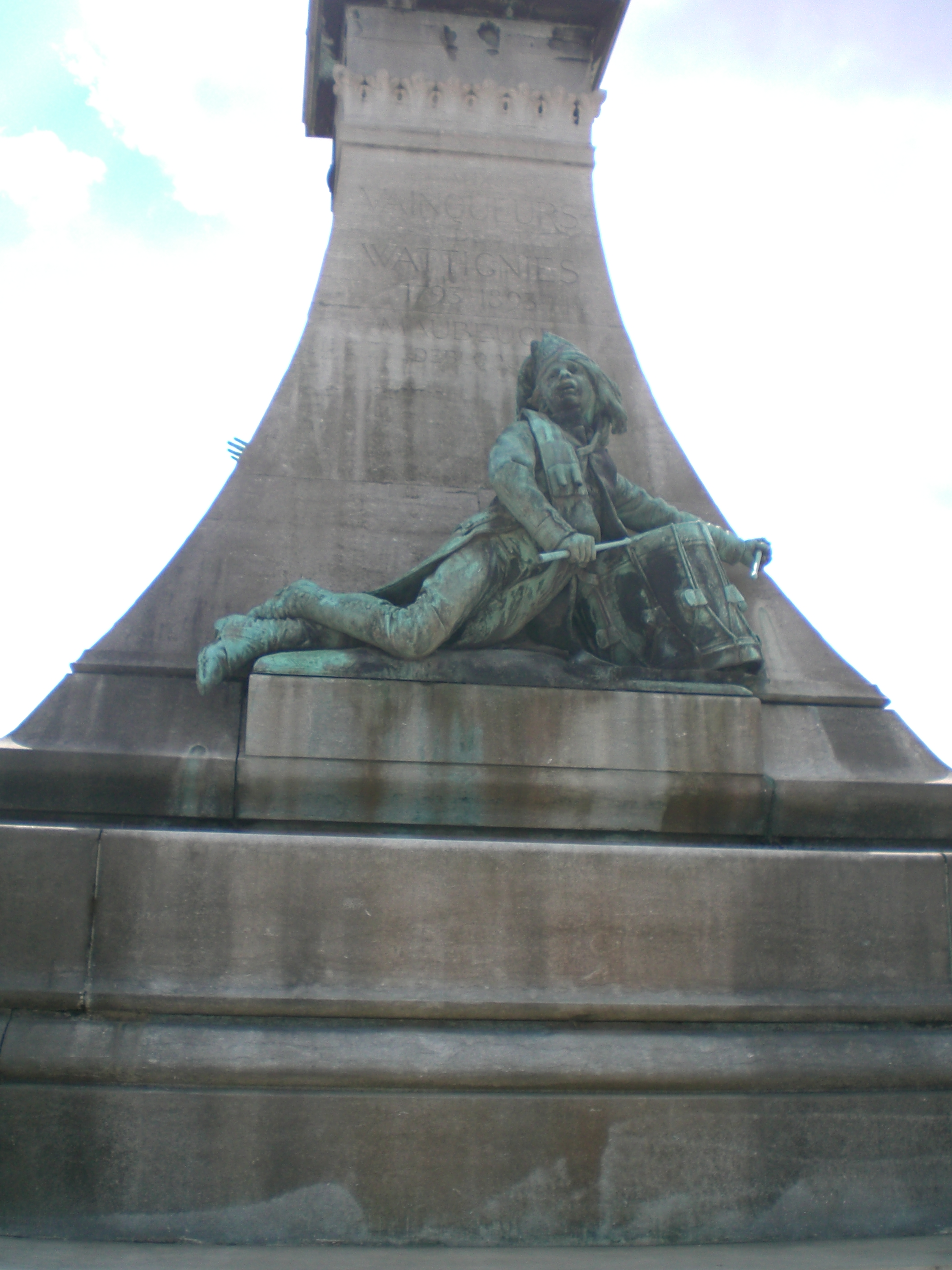
Strauh sur le monument de la bataille de Wattignies à Maubeuge

Ce jeune garçon alsacien de 15 ans s’engage comme volontaire dans l’armée française en 1792. Il est incorporé en tant que tambour, dans l’ancien régiment de Royal-Suédois, devenu le 89e de ligne.
Avant la bataille de Wattignies, le petit Stroh se trouve à Avesnes-sur-Helpe au mois d’octobre 1793. Lors de la bataille à Dourlers, il conduit son régiment qui repousse les Autrichiens mais ceux-ci tiennent bon. Stroh bat la charge, mais dans une ruelle du village, il est cerné par un régiment hongrois et tombe sous ses balles. 
En 1837, ses restes sont découverts et inhumés dans le village de Dourlers. Une statue réalisée par Léon Fagel est érigée en son honneur en 1905 à Avesnes-sur-Helpe.

## Controverses

### Orthographe
À Avesnes-sur-Helpe, le nom du tambour est orthographié « Stroh », tandis qu'à Maubeuge, on écrit « Strauh ».
Plusieurs personnes contestent l'authenticité des faits car aucun monument ne commémore à Dourlers, lieu des faits, la mort du tambour. Seules les deux villes - situées à égales distances de ce lieu - ont un monument. À Paris, dans le 13e arrondissement, la rue qui porte son nom utilise l'orthographe Sthrau.

### Identité du tambour
En 1793, le plus jeune homme dénommé « Stroh » et servant dans le 89e de ligne était âgé de 28 ans. Il était effectivement tambour, mais n'était en rien adolescent. Par ailleurs, de jeunes tambours servaient en nombre dans les régiments de l'époque. Si le tambour tombé héroïquement sous les balles ennemies se nommait Stroh, il est erroné de le représenter tel qu'on le fait ; s'il était effectivement très jeune, il ne s'agissait pas de Stroh.